# Bettadahalli, Alur
Bettadahalli là một làng thuộc tehsil Alur, huyện Hassan, bang Karnataka, Ấn Độ.